# А-85-3А

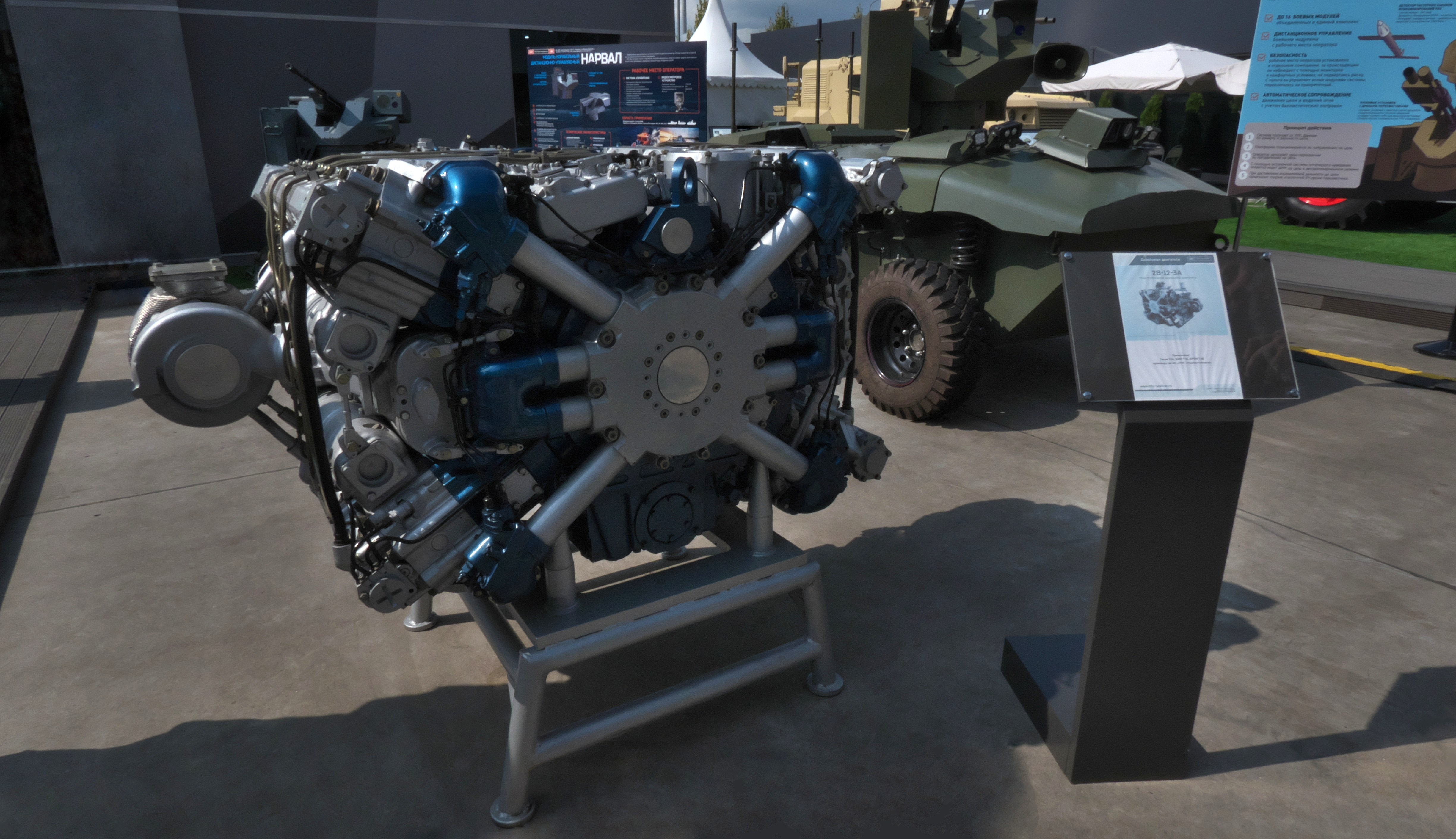
Внешний вид А-85-3А

Дизельный двигатель А-85-3А (другие обозначения — 12Н360 или 2В-12-3А) — российский четырёхтактный дизельный двигатель, выпускаемый Челябинским тракторным заводом. Двенадцатицилиндровый Х-образный двигатель с водяным охлаждением и непосредственным впрыском был разработан для оснащения универсальной боевой платформы «Армата», на базе которой, в частности, создан танк Т-14.

## Разработка
Разработка А-85-3А началась ещё в 1970-х годах. В 1977 году был создан первый опытный образец, который получил обозначение 12ЧН и имел мощность 1200 л.с. Однако в то время советское руководство отдавало предпочтение другим силовым установкам для танков — газовой турбине и двухтактному оппозитно-поршневому двигателю 5ТДФ. В связи с этим средства на дальнейшее развитие 12ЧН не выделялись. В дальнейшем разработка V-12 привела к созданию V-93, который развивает мощность до 1120 лошадиных сил. Двигатель V12, созданный в конце 1930-х годов, продолжает демонстрировать свой потенциал.

## Дизайн
А-85-3А представляет собой горизонтальный X-образный двигатель с турбонаддувом и 12 цилиндрами. Его конструкция, напоминающая X-образную форму, делает его значительно компактнее своего предшественника V-93, разработанного на Челябинском тракторном заводе. По размерам он сравним с двухтактными оппозитно-поршневыми двигателями 5ТДФ и 6ТДФ, произведенными на Заводе имени Малышева.

## Технические данные
| Количество Цилиндров    | 12           |
| Объём                   | 34.6 л       |
| Макс. Крутящий момент   | 3840 Нм      |
| Длина                   | 813мм        |
| Широта                  | 1300мм       |
| Высота                  | 820мм        |
| Масса                   | 1550кг       |
| Номинальная Мощность    | 1,500л.с     |
| Номинальная Скорость    | 2000 мин-1   |
| Удельный расход топлива | 217.9 г/кВтч |